# イッチャーシー
イッチャーシーは、鹿児島県の奄美群島北東部に位置する喜界島における野菜炒めである。

## 概要
「イッチャーシー」は喜界島方言のイッチャーする（=炒める）に由来する。島豆腐や季節の野菜、豚肉を主な材料とする。ニンニクの葉（ヒル、日本古語の蒜もヒルと読みニンニクを表す）を使用するものは、特にヒルイッチャーシーと呼ばれ、「ヒルイッチャーシーを食べないと大晦日を迎えた気がしない」「島を離れて年越し蕎麦を食べるとふと思い出す」と言われるほど、大晦日の日の定番料理として島民の間に根付いている。

## 作り方
豚肉を丸のままゆがくか、そのまま切って油で炒め、醤油・砂糖で調味し、その後野菜を混ぜて炒める。ニンニクの葉は野菜を入れる行程で混ぜる。